# Echinopsis schieliana
Echinopsis schieliana är en kaktusväxtart som först beskrevs av Curt Backeberg, och fick sitt nu gällande namn av David Richard Hunt. Echinopsis schieliana ingår i släktet Echinopsis och familjen kaktusväxter. Inga underarter finns listade i Catalogue of Life.

## Bildgalleri

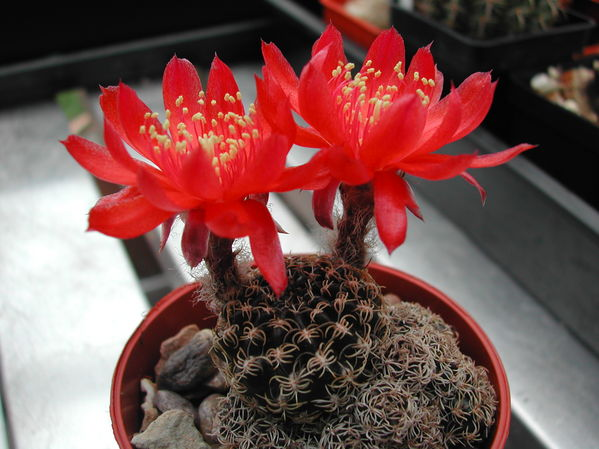
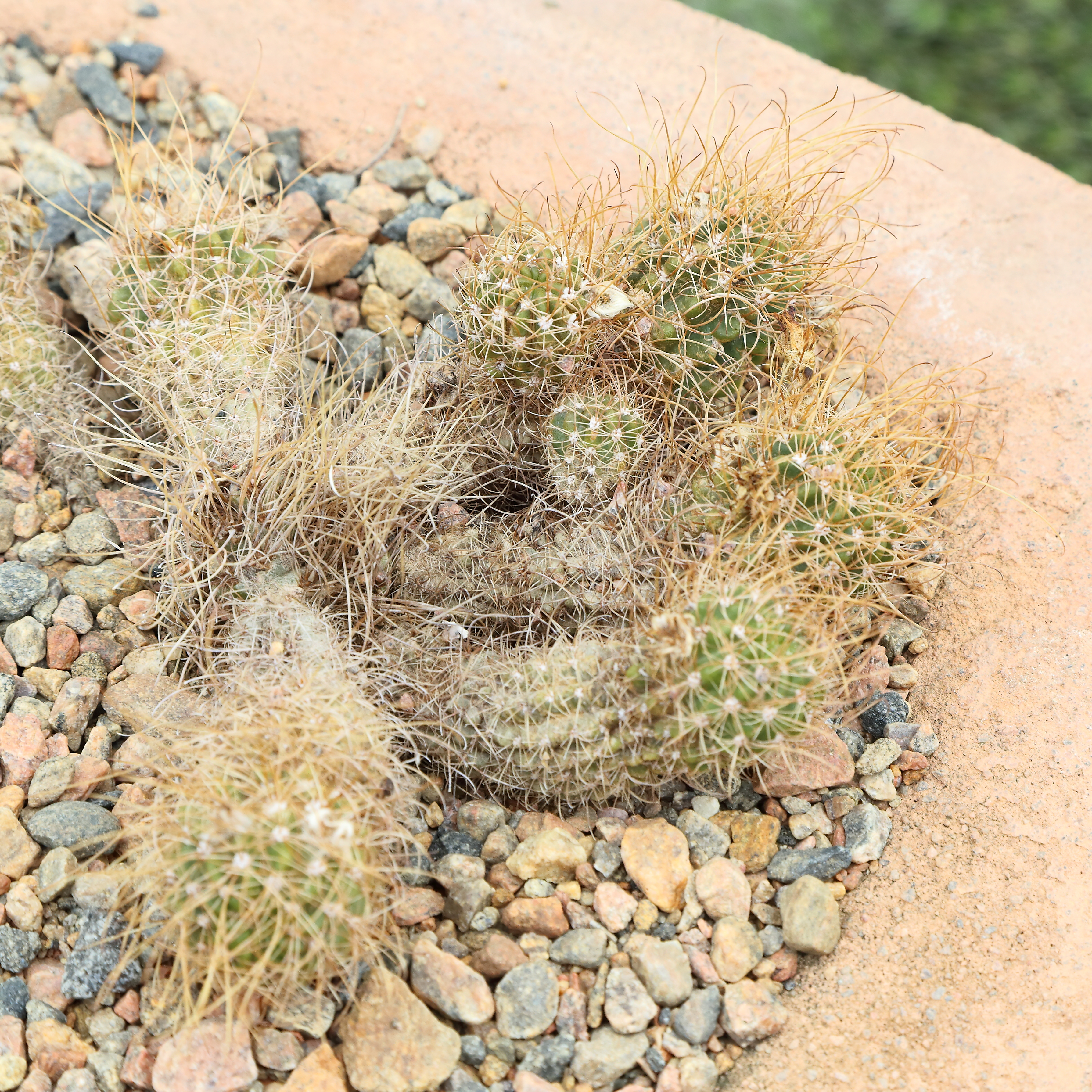
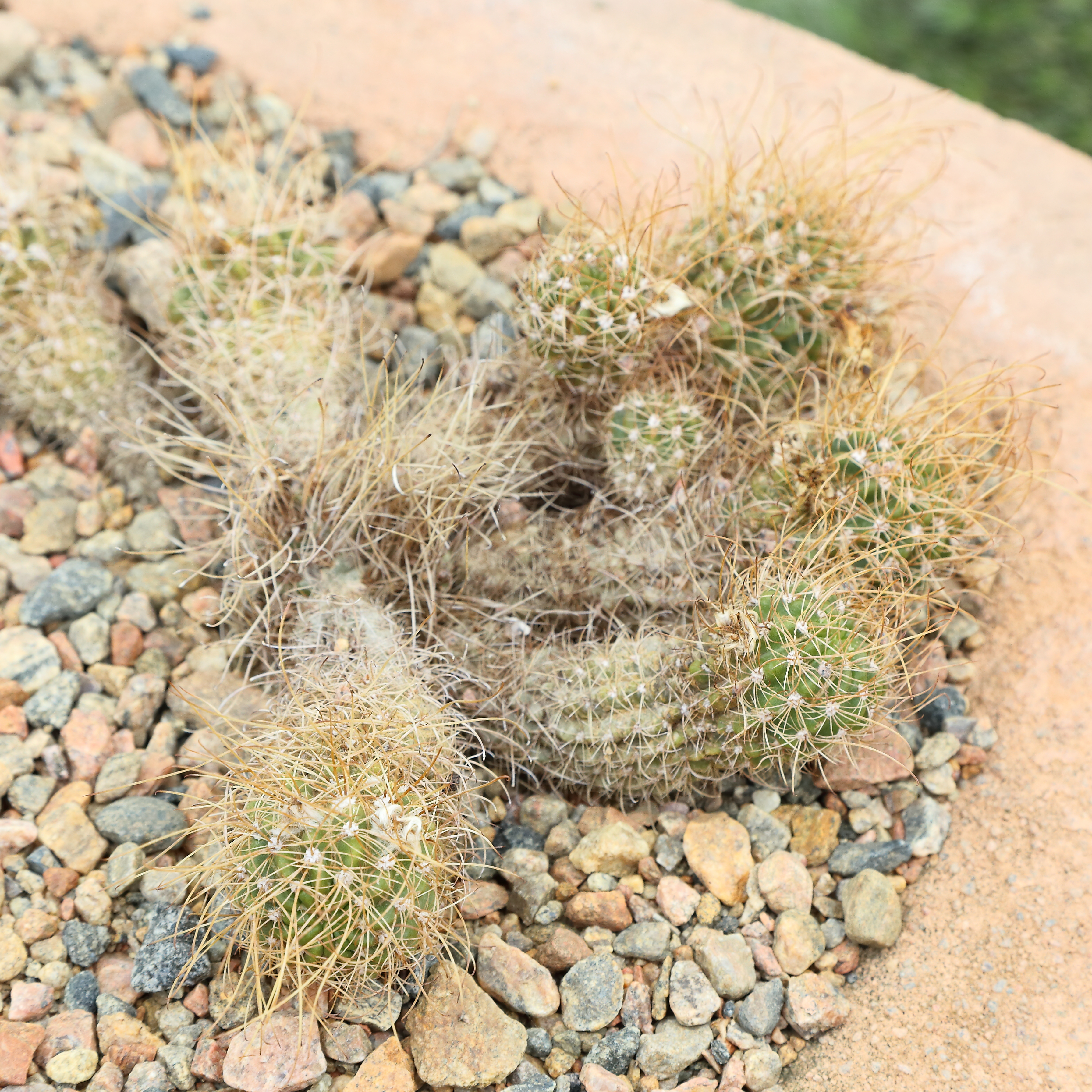